# Élection présidentielle colombienne de 1966
L'élection présidentielle colombienne de 1966 est l'élection présidentielle dont le premier tour se déroula le dimanche 1er mai 1966 en Colombie. Ces élections furent remportées par Carlos Lleras Restrepo.

## Résultats
| Candidats              | Parti politique        | Votes     |
| ---------------------- | ---------------------- | --------- |
| Carlos Lleras Restrepo | Parti libéral          | 1 881 502 |
| José Jaramillo Giraldo | ANAPO                  | 741 203   |
| Antonio Goyeneche      | Libéral indépendant    | 597       |
| Votes blancs           | Votes blancs           | 9 824     |
| Total de votes valides | Total de votes valides | 2 633 905 |
| Votes nuls             | Votes nuls             | 5 529     |
| Total de votants       | Total de votants       | 2 649 258 |